# Рахматов, Исмоил
Исмоил Рахматов (род. 30 ноября 1950 года, с. Вамд Рушанский район ГБАО) — историк, кандидат исторических наук (1987), доцент, заведующий кафедрой Российско-Таджикского (славянского) университета, Отличник народного образования Республики Таджикистан (2005).

## Биография
- 1975 — окончил исторический факультет Таджикского государственного университета имени В. И. Ленина.
- 1975—1978 — аспирант Института востоковедения Академии наук Таджикской ССР.
- 1979—1980 — переводчик в Демократической республике Афганистан.
- 1981—1990 — Младший научный сотрудник, Отделение Афганистан, научный сотрудник отдела стран Ближнего и Среднего Востока Института востоковедения Академии наук Таджикской ССР.
- 1991—1997 — старший преподаватель, доцент, зав. кафедрой всеобщей истории Таджикского государственного педагогического университета имени К. Джураева.
- 1998—1999 — главный специалист отдела внешней политики Центра стратегических исследований при президенте Республики Таджикистан.
- 1999—2001 — доцент, зав. кафедрой всеобщей истории Российско-Таджикского славянского университета.
- 2000—2005 — зав. отд. внешней политики ЦСИ при президенте РТ.
- 2005—2008 — доцент, зав. кафедрой всеобщей истории Российско-Таджикского славянского университета.
- С 2009 — зав. кафедрой всеобщей истории Российско-Таджикского славянского университета.[1].

## Научная и творческая деятельность
Автор более 100 научных, научно-публицистических и научно-методических работ по проблемам социально-экономической и политической истории Афганистана, стран Центральной Азии и Среднего Востока. Участник международных и региональных конференций: Москва (1998;1999), Нью-Дели (2000; 2004), Алма-Ата (2003), Ашхабад (2003), Самарканд (2003), Ташкент (2000—2005), Кабул (2004), Берлин (2010).. Является членом Международного Центра стратегического и политического изучения Афганистана (с 2005 года)

### Основные публикации
- Культурные связи Таджикистана с Афганистаном (в соавт.). — Душанбе, 1987;
- Афганистан сегодня (исторический очерк). — Душанбе, 1988.
- Афганистан. Исторический очерк. Афганистан сегодня. (Справочник). — Душанбе, ТСЭ, 1988.
- Зафарнома-йи Хусрави". (Предисловие, факсимиле текста, аннотированное оглавление и указатели ИсмоилаРахматова). — Душанбе, «Дониш», 1989.
- Zafarnamae-ye Xosravi. Edited by Dr. Manucehr Sotuda, Dr. Esmoil Rahmatof. — Tehron, Ayene-ye Miros. 1999.
- Afgan conflict and Central Asian contries. //«Ориё- Пресс», (Еженедельный межд-й информационно-аналитический бюллетень.), № 22(22), 19 ноября 2001.
- Taliban movement and foreign policy of the Central Asian States. //«Ориё- Пресс», (Еженедельный межд-й информационно-аналитический бюллетень.), № 5 (34), 2002.
- Внешние факторы стабильности ЦА и Афганистана // Афганистан: возрождение и перспективы развития. — Душанбе, 2005.
- Кем и за что был убит доктор Наджиб? Известия АН Республики Таджикистан (ООН), 2009, № 1. Стр. 17-28.
- Линия Дюранда в контексте афгано-пакистанских отношений. Вестник университета (РТСУ), № 3 (25), 2009 г. Стр. 68-80.
- Внешние факторы развития радикализации ислама в Центрально-азиатском регионе. //Вестник Московского государственного лингвистического университета (МГЛУ). Выпуск 25 (631). Политические науки. Геополитика, глобализация, международные отношения, М., ИПК МГЛУ «Рема», 2011. Стр. 180—191.
- Проблемы Пуштунистана в политике Афганистана в новейшее время.//Таджикистан и современный мир. Центр стратегических исследований при Президенте Республики Таджикистан.№ 1(35), 2013. Стр. 77-86.